# Elisabeth von Heyking
Elisabeth von Flemming épouse von Heyking (née le 10 décembre 1861 à Karlsruhe, morte le 4 janvier 1925 à Berlin) est une écrivaine allemande.

## Biographie
Elisabeth von Flemming est la fille de l'envoyé prussien à la cour de Bade et comte, Albert von Flemming (de), et de sa femme Armgart von Arnim. Elle est la petite-fille de Bettina et Achim von Arnim. L'écrivaine Irene Forbes-Mosse (de) est sa sœur cadette.
En 1881, elle épouse l'économiste et professeur Stephan Gans zu Putlitz (de), qui se suicide en 1883 quand sa femme veut divorcer. En 1884, elle épouse le diplomate prussien Edmund Friedrich Gustav von Heyking (de), baron de la noblesse balte, et s'installe avec lui à Florence. Elle a une fille Stephanie de son premier mariage et deux fils, Alfred et Günther, de son deuxième mariage. Les circonstances de son second mariage ont des conséquences, notamment sur la carrière de son mari. Pendant près de vingt ans, le couple est contraint de mener une vie diplomatique itinérante, vivant à Pékin,, Valparaiso, Le Caire, New York, Calcutta et Mexico, puis à Hambourg de 1902 à 1906, où son mari est ministre de Prusse dans la ville hanséatique. Après que son mari quitte le service diplomatique, la famille vit à Baden-Baden à partir de 1907. Le couple Heyking, fidèle à l'Empereur, soutient la politique hégémonique de l'Allemagne, comme les efforts d'établissement d'une colonie chinoise. Ses journaux intimes de 1886 à 1904, publiés un an après sa mort, témoignent de la politique étrangère allemande et des aspirations allemandes à devenir une grande puissance, mais offrent en même temps un aperçu différencié de la culture chinoise. Les descriptions de Heyking et leurs tentatives de rendre justice à la Chine et à ses habitants sont plus différenciées que bien d'autres textes de leurs contemporains.
En 1902, elle publie d'abord de façon anonyme le roman épistolaire Lettres qui ne lui parvinrent pas en feuilleton dans le quotidien Tägliche Rundschau (de) puis en livre en 1903. Le livre est un succès. Après un deuxième roman Der Tag anderer, encore anonymement, elle publie avec son nom d'épouse.
En 1908, Elisabeth hérite d'un cousin de la maison Flemming mort sans enfant du château de Crossen (de) au nord de Gera. La femme de 47 ans prend sa retraite ici avec son mari et y développe un centre littéraire. Pendant la Première Guerre mondiale, Edmund von Heyking meurt en 1915 et ses deux fils pendant la bataille de Passchendaele en 1917.
Heyking meurt en 1925 et est enterré dans la chapelle du château de Crossen à Crossen an der Elster. Après sa mort, son héritier Edmund von Bockum-Dolffs (de) vend tous les meubles, les poêles et le précieux papier peint en soie chinoise et laisse le château tomber en ruine.

## Œuvres
- Briefe, die ihn nicht erreichten, 1903.
  - Lettres qui ne lui parvinrent pas, traduction de Marius Hoche, Dujarric, 1904[7].
- Der Tag anderer. Roman, 1905.
- Ille mihi. Roman, 1912.
- Tschun. Eine Geschichte aus dem Vorfrühling Chinas, 1914.
- Die Orgelpfeifen. Aus dem Lande der Ostseeritter. Zwei Erzählungen, 1918.
- Liebe, Diplomatie und Holzhäuser. Eine Balkanphantasie von einst, 1919.
- Das vollkommene Glück. Erzählung, Verlag August Scherl, Berlin 1920.
- Weberin Schuld. Novellen, 1921.
- Tagebücher aus vier Weltteilen 1886/1904, 1926.